# کریس بامستد
کریس بامستد (انگلیسی: Chris Bumstead؛ زادهٔ ۲ فوریهٔ ۱۹۹۵)، بدن‌ساز حرفه‌ای کانادایی است. او قهرمان ۶ دوره رشته فیزیک کلاسیک مستر المپیا است. او برای همیشه از مسابقات مستر المپیا خداحافظی کرد.

## آمار ورزشی
- قد: ۶ فوت ۱ اینچ (۱۸۵ سانتی‌متر)
- وزن مسابقه: ۲۳۷٫۵ پوند (۱۰۷ کیلوگرم)
- وزن خارج از مسابقه: ۲۶۰ پوند (۱۱۸ کیلوگرم)
- دور سینه: ۵۱ اینچ (۱۳۰ سانتی‌متر)
- دور کمر: ۳۰ اینچ (۷۶ سانتی‌متر)
- عضله دو سر: ۲۰ اینچ (۵۱ سانتی‌متر)

### عناوین و افتخارات
- او برنده شش دوره متوالی مستر المپیا در رشته فیزیک کلاسیک شده‌است ۲۰۱۹، ۲۰۲۰، ۲۰۲۱، ۲۰۲۲، ۲۰۲۳و ۲۰۲۴
- ۲۰۱۵ مسابقات قهرمانی بدن‌سازی مردان کانادا، کسب مقام اول
- ۲۰۱۶ مسابقات بدن‌سازی آمریکای شمالی کسب مقام قهرمانی و دریافت کارت حرفه‌ای
- ۲۰۱۶ مسابقات بدن‌سازی مسابقات قهرمانی سنگین‌وزن کانادا، مقام دوم
- ۲۰۱۷ مسابقات حرفه‌ای تورنتو – مقام اول کریس بامستد
- ۲۰۱۷ مستر المپیا فیزیک کلاسیک – دوم
- ۲۰۱۸ مستر المپیا فیزیک کلاسیک – دوم
- ۲۰۱۹ مستر المپیا فیزیک کلاسیک – قهرمان
- ۲۰۲۰ مستر المپیا فیزیک کلاسیک- قهرمان
- ۲۰۲۱ مستر المپیا فیزیک کلاسیک- قهرمان
- ۲۰۲۲ مستر المپیا فیزیک کلاسیک- قهرمان
- ۲۰۲۳ مسترالمپیا فیزیک کلاسیک - قهرمان
- ۲۰۲۴ مستر المپیا فیزیک کلاسیک_قهرمان